# Viktor Haefner
Viktor Haefner (geboren 18. Mai 1896 in Brenden, Landkreis Waldshut; gestorben 1967) war ein deutscher Pilot.

## Leben und Tätigkeit
Während des Ersten Weltkrieges gehörte Haefner der Königlich-Bayerischen Fliegertruppe an, mit der er u. a. in Palästina, wo er mit der Fliegerabteilung 304 gegen die Engländer kämpfte, zum Einsatz kam. Zuletzt erreichte er den Rang eines Oberleutnants.
Seit 1925 arbeitete Haefner als Zivilpilot für die Lufthansa bzw. ihre Vorgängergesellschaften. Im selben Jahr wurde er am 18. Juni 1925 der Anklage militärisch relevante Informationen an westliche Mächte weitergegeben zu haben, des Verrates militärischer Geheimnisse für schuldig befunden und zu fünf Jahren verurteilt, die er im Gefängnis Spandau verbüßte. Er kam am 24. Dezember 1930 auf freien Fuß.
1931 unterstützte Haefner, der sich nach 1918 der Sozialdemokratischen Partei Deutschlands (SPD) angeschlossen hatte, den italienischen Demokraten Giovanni Bassanesi bei seinen Aktionen, vom Flugzeug aus antifaschistische Flugblätter über Mailand zu verstreuen. Bei Bassanesis Verhaftung im November 1931 in Konstanz war er Flugzeugführer des zweisitzigen Junkers-Flugzeugs A50 ce, Kennzeichen D 2155, das zusätzlich mit Propagandamaterial beladen war, und wurde ebenfalls verhaftet, hierbei ergab sich, dass er keinen gültigen Flugschein hatte. Martin Venedey stellte sich in Konstanz als Rechtsbeistand der Verhafteten zur Verfügung.
Wenige Wochen nach dem Machtantritt der Nationalsozialisten wurde Haefner kurzzeitig in Schutzhaft genommen. Nach seiner Freilassung ging er als Emigrant nach Paris.
Von Paris aus schrieb Haefner einen auf den 29. Juni 1933 datierten Brief an den Kardinalstaatssekretär des Vatikans, Eugenio Pacelli, den er einmal als Pilot von Berlin nach Freiburg geflogen hatte: In diesem Brief prangerte er den in Deutschland seit dem Machtantritt der Nationalsozialisten herrschenden Terror – wobei er sich insbesondere auf seine eigenen Erlebnisse während seiner Schutzhaft als Belege berief – sowie den verbrecherischen Charakter des nationalsozialistischen Systems an und knüpfte hieran die Aufforderung an den mächtigen Kardinal – der de facto der Regierungschef des Kirchenstaates war –, sich dafür einzusetzen, dass die Kirche mit allen ihr zur Verfügung stehenden Kräften gegen den Hitler-Station positionieren sollte. Insbesondere forderte er Pacelli auf, den aus dem konservativen Lager stammenden deutschen Vizekanzler Franz von Papen, der damals zur Aushandlung des Konkordats in Wien weilte, und dem er vorwarf, dass seine „Hände mit Blut seiner Glaubensgenossen befleckt sind“, wegen seiner Zusammenarbeit mit den Nationalsozialisten und seiner Bereitschaft, diesen zu dienen, zur Rede zu stellen und diesen mit Verachtung zu verhandeln. Ihn, wie die übrigen Katholiken in der Hitler-Regierung, die duldeten, dass „Glaubensgenosse eingesperrt, geschlagen, misshandelt werden“ kritisierte er heftig. Auch Übergriffe gegen Juden sprach er an und kennzeichnete die Behandlung von jüdischen Schutzhaftgefangenen, die er miterlebt hatte, als viehisch und verbrecherisch kennzeichnete: „Es ist die größte Kulturschande der letzten Jahrhunderte, wie wir deutschen Katholiken erleben müssen.“ Aus nachträglicher Sicht scharfsinnig prophezeite er, dass der Vernichtung der Juden durch den Nationalsozialismus die Vernichtung der Katholiken folgen würde, wenn man dem System nicht rechtzeitig Einhalt gebieten würde. Als ersten Schritt forderte er Pacelli auf, die Exkommunikation der Nationalsozialisten – „dieser Kreaturen“ und der mit ihnen kooperierenden Konservativen zu veranlassen.
Sein Brief wurde – trotz der Bitte dies zu tun – nicht beantwortet und im Vatikan in einer Akte La cuestione degli Ebrei in Germania abgelegt. In Paris wurde Haefner materiell von französischen Juden unterstützt, was ihn bereits in seinem Brief von 1933 dazu veranlasste, die menschliche Größe derselben – im Kontrast zu den Nationalsozialisten und ihren Helfershelfern – Pacelli gegenüber hervorzuheben.
Nach Ausbruch des Zweiten Weltkriegs floh Haefner von Frankreich nach England. Haefner stand 1940 auf der Sonderfahndungsliste G.B.
Am 31. Januar 1942 wurde Haefners Name auf die Reichsausbürgerungsliste gesetzt.